# Euphorbia virosa
Espèce
Synonymes
- Euphorbia bellica Hiern[1]
- Euphorbia virosa f. caespitosa H.Jacobsen[1]

Euphorbia virosa, connue aussi sous son nom d'Euphorbe vireuse, est une espèce de plantes à fleurs de la famille des Euphorbiaceae formant des buissons larges, denses et vigoureux. Cette euphorbe originaire d'Afrique est une plante succulente qui ressemble à un cactus colonnaire, par convergence évolutive, pour survivre dans des zones arides.

## Description
« La tige courte et partiellement enterrée, de 30 cm de diamètre, porte de nombreuses branches dressées, le plus souvent non ramifiées, de 5 à 6 cm d'épaisseur, segmentées, parfois spiralées, à 3 angles dans la partie inférieure et 5-8 angles dans la partie supérieure.
Une marge cornée continue et grisâtre, de 4 mm de large, couvre leurs arêtes sinueuses sur lesquelles poussent des épines stipulaires regroupées par paires, d'abord rouges et luisantes, devenant brunes ou grisâtres avec l'âge, espacées de 6 à 12 mm, divergentes et mesurant de 4 à 13 mm…L'inflorescence, en cyme subsessile, de 4-6 mm, se développe à l'apex des branches entre les paires d'épines. Les cyathes d'1 cm de diamètre sont jaunes et leurs glandes nectarifères elliptiques attirent de petits pollinisateurs comme les fourmis et les abeilles.
Les fruits en capsules arrondies d'1 à 1, 5 cm, d'abord brun rougeâtre et charnus, devenant secs à maturité, renferment de petites graines de 5 mm de diamètre finement rugueuses. »

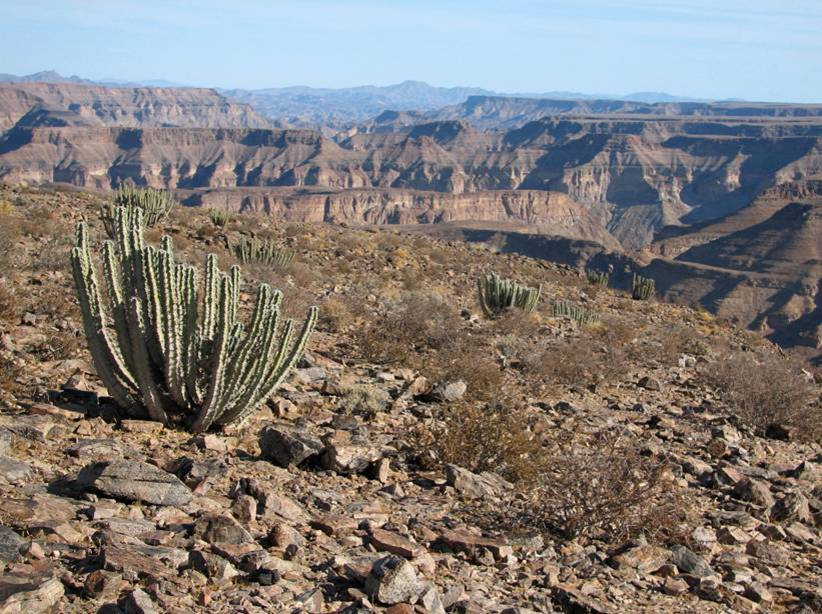
Spécimen in situ, en Namibie.
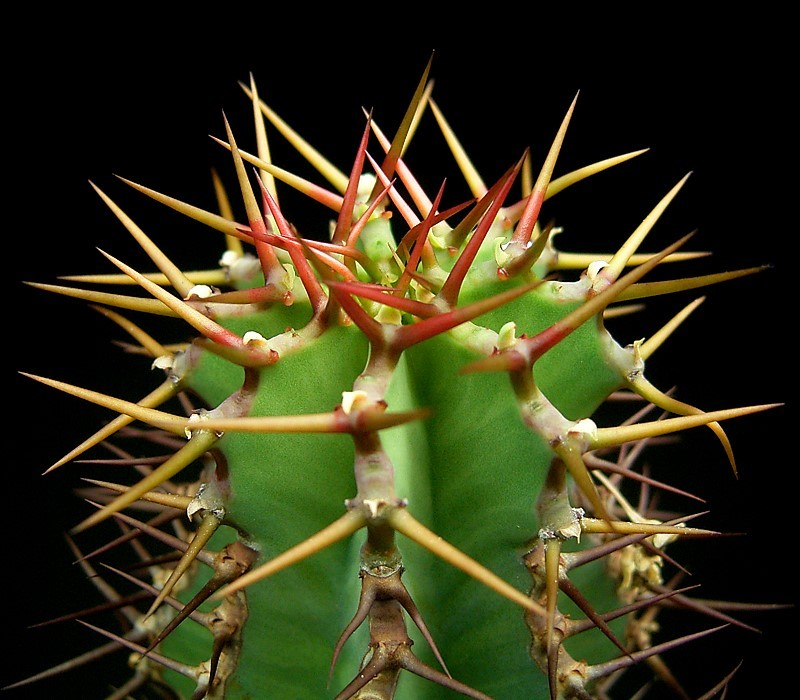
Jeunes épines.
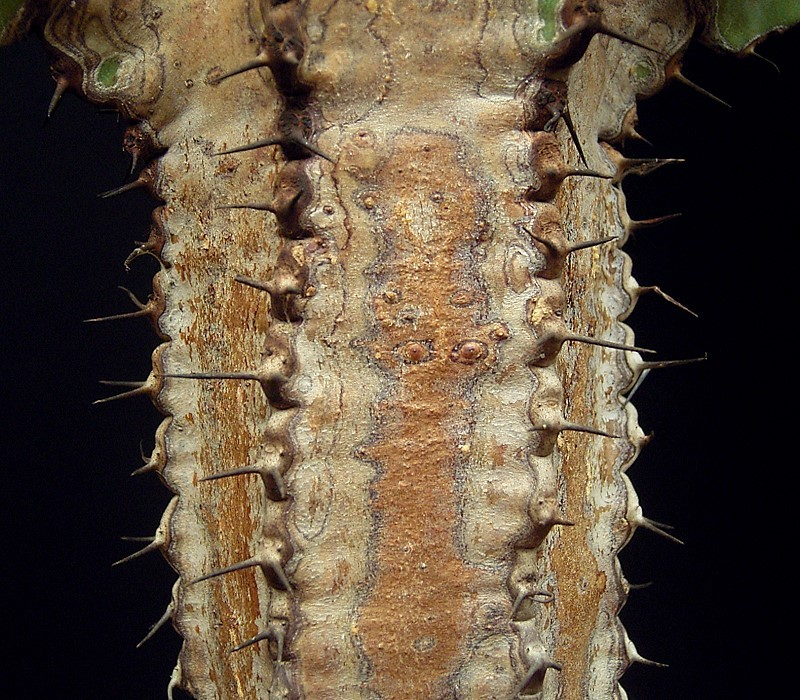
Tige âgée.
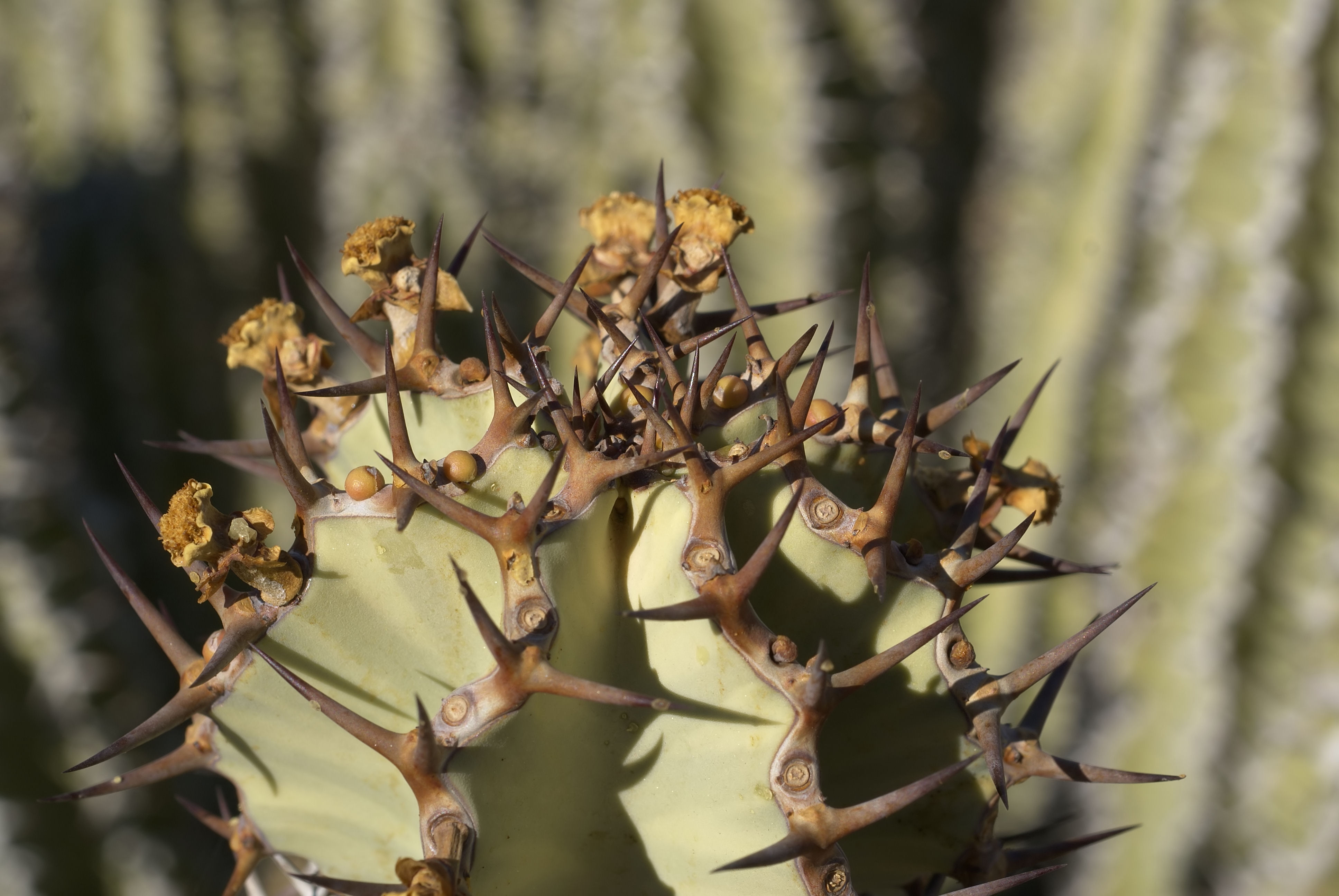
Inflorescence.
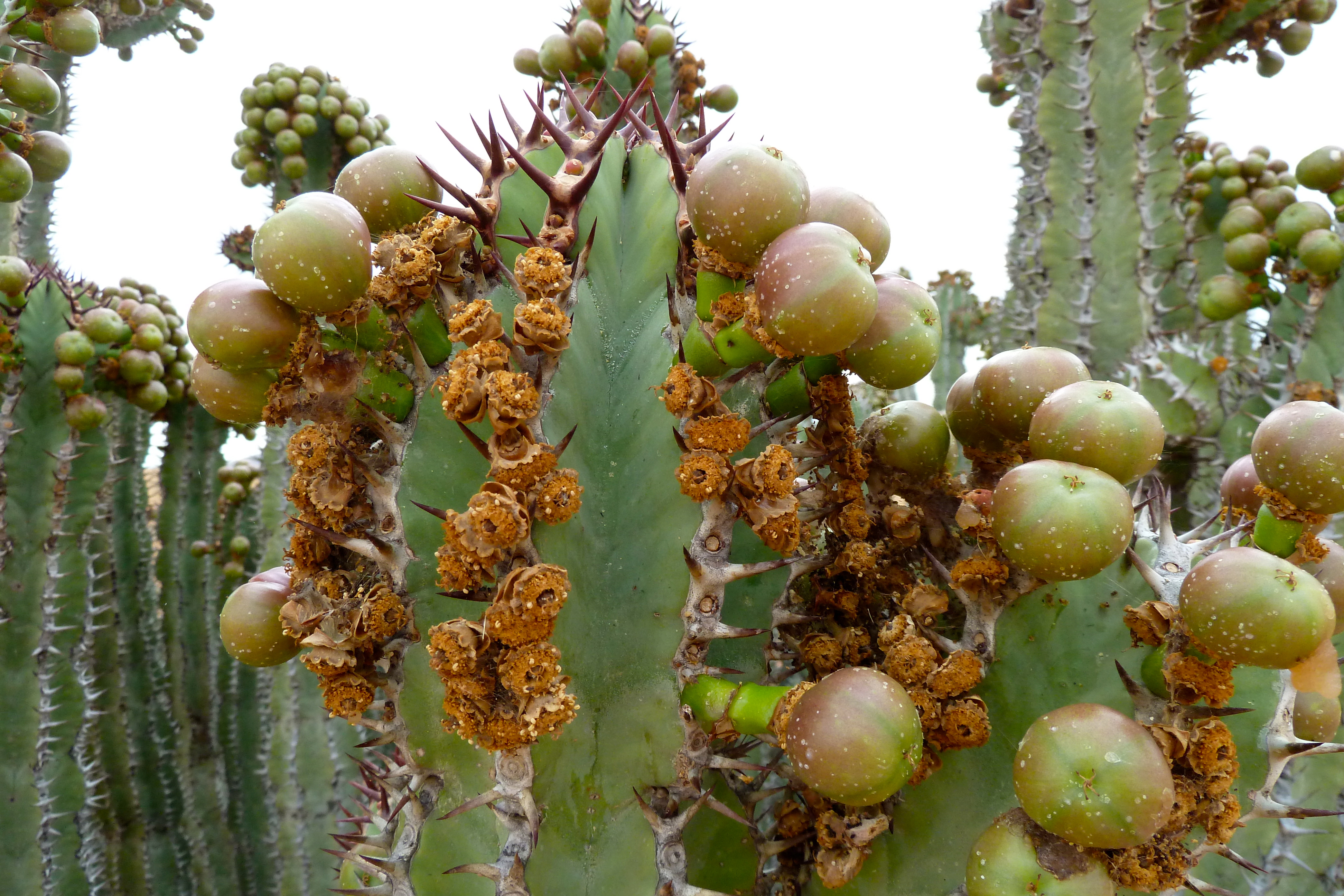
Fructification.

## Répartition géographique
Cette espèce est originaire des pays suivants : Angola, Namibie et Afrique du Sud.

## Classification
Cette espèce a été décrite en 1799 par le botaniste allemand Carl Ludwig Willdenow (1765-1812). L'épithète spécifique virosa signifie « vénéneux, toxique ».

## Liste des sous-espèces
Selon Catalogue of Life (30 avril 2017), World Checklist of Selected Plant Families (WCSP) (30 avril 2017) et Tropicos (30 avril 2017) :
- sous-espèce Euphorbia virosa subsp. arenicola L.C. Leach
- sous-espèce Euphorbia virosa subsp. virosa